# Vielmur-sur-Agout
Vielmur-sur-Agout település Franciaországban, Tarn megyében. Lakosainak száma 1377 fő (2022. január 1.). Vielmur-sur-Agout Cuq, Carbes, Fréjeville, Jonquières, Guitalens-L’Albarède, Puylaurens és Sémalens községekkel határos.

## Népesség
A település népessége az elmúlt években az alábbi módon változott:
| Lakosok száma | 1488 | 1512 | 1539 | 1464 | 1440 | 1421 | 1401 | 1378 | 1377 |
|               | 2013 | 2015 | 2016 | 2017 | 2018 | 2019 | 2020 | 2021 | 2022 |